# Ясное (Нижегородская область)
Ясное — село в составе Сеченовского сельсовета Сеченовского района Нижегородской области.

## История
В 1962 г. указом Президиума Верховного Совета РСФСР село Свинуха переименовано в Ясное.

## Население
| 2002 | 2010 |
| ---- | ---- |
| 389  | ↘355 |